# Institut du numérique responsable
L'Institut du numérique responsable (INR) est une association française constituée en 2018. Elle regroupe des entreprises et des organisations qui y partagent et promeuvent des expériences pour un numérique respectueux de l'environnement, inclusif, solidaire et éthique. 

## Missions
L'institut se donne pour mission d'animer la réflexion et de promouvoir trois enjeux qu'elle juge clef dans le domaine du numérique :
- la réduction de sa propre empreinte économique, sociale et environnementale ;
- l'utilisation du numérique pour réduire l'empreinte de l'humanité ;
- l'inclusion informatique de tous.

## Histoire

### Genèse
Sur les bases du club Green IT créé en 2014, l'Institut du numérique responsable a été fondé en 2018 sous la forme juridique d'une association loi de 1901.

### Charte et label numérique responsable
L'INR a rédigé en juin 2019 une « Charte numérique responsable », qui synthétise les engagements pris par ses signataires (entreprises, associations, TPE/PME, pouvoirs publics), notamment en matière d'amélioration continue. En novembre 2019 cette charte est adoptée par une trentaine d'entités, comme par exemple la Société générale ou la ville de La Rochelle.
Un « Label numérique responsable » est instauré simultanément, avec le soutien du ministère de la Transition écologique et solidaire français. Il vise à accélérer la prise de conscience des organisations dans ce domaine, à les aider à monter en compétences et à reconnaître et valoriser leur engagement et leurs réalisations. 

### Massive Open Online Course (MOOC)
L'institut publie en 2020 une formation au numérique responsable sur support informatique.